# Chiesa di San Michele Arcangelo a Casale
La chiesa di San Michele Arcangelo a Casale, situata sulla via di Ulignano a poca distanza dal centro di San Gimignano, è un antico edificio citato nelle bolle di Lucio III° (1182) e Onorio III° (1220); subì molte vicissitudini e fu definitivamente riaperta al culto nel 1930, data in cui con molta probabilità si è definita la struttura come appare e risulta ad oggi. Trattasi quindi di una chiesa di campagna che dal 1500 in poi venne data in patronato a molti sangimignanesi.
Nel 1837, dato che minacciava di crollare, la sede parrocchiale fu trasferita nel Convento di S. Agostino sempre in San Gimignano e soltanto nel 1857 venne riaperta al culto e ricostituita la parrocchia.
La Chiesa, ad unica aula con una piccola Cappella laterale è corredata di poche opere d'arte tra cui un dipinto olio su tela raffigurante San Giuseppe del Calducci e due statue lignee oggi custodite altrove. 
La chiesa di San Michele Arcangelo a Casale presso San Gimignano pur di modesto carattere architettonico costituisce però uno dei tanti edifici di culto disseminati nella campagna toscana.
La chiesa è inserita in un ambiente fortemente tipicizzato e caratterizzato dalle rilevanze paesaggistiche naturali. 
Costituita da unica aula con copertura a capanna, struttura lignea portante e paramento in pietra a faccia-vista, presenta nella zona absidale, appena rialzata da scalino rispetto all'aula per i fedeli, due monofore sulla parete di fondo; sul lato sinistro, in corpo di fabbrica giustapposto, è sistemata una Cappella dedicata a "S. Giuseppe" dalla quale, mediante due piccole porte contrapposte, si accede alla sacrestia e dall'altro lato ad un piccolo deposito; anche questa porzione presenta copertura a capanna con struttura a vista. 
L'essenzialità dell'edificio Chiesa si ripropone sulla facciata principale caratterizzata dal semplice portale incorniciato in pietra serena con soprastante rosone circolare anch'esso con cornice in pietra; la terminazione superiore a capanna riprende i profilo della copertura. 
Si evidenzia la mancanza di qualsiasi tipo di sagrato antistante; infatti, uno scalino, delimita l'area antistante 
sistemata a prato. Unico elemento di rilievo si evidenzia nel piccolo campanile a vela posto, in posizione tergale, sul lato sinistro della Chiesa.
La chiesa risulta abbandonata da ormai 10 anni poiché pericolante.